# Li Ting Lang
Li Ting Lang er en amerikansk stumfilm fra 1920 af Charles Swickard.

## Medvirkende
- Sessue Hayakawa som Li Ting Lang
- Allan Forrest som Rob Murray
- Charles Mason som Red Dalton
- Doris Pawn som Marion Halstead
- Frances Raymond som Priscilla Mayhew
- Marc Robbins som Nu Chang